# Leonid Fłorientjew
Leonid Jakowlewicz Fłorientjew (ros. Леонид Яковлевич Флорентьев, ur. 24 grudnia 1911 w Niżnym Nowogrodzie, zm. 8 lutego 2003 w Moskwie) – radziecki polityk, członek KC KPZR (1966-1986).
1931 ukończył Gorkowski Instytut Rolniczy i został agronomem, kandydat nauk ekonomicznych, od 1939 docent, członek WKP(b) i zastępca ludowego komisarza, później ludowy komisarz rolnictwa Maryjskiej ASRR. 1943-1944 sekretarz Maryjskiego Obwodowego Komitetu WKP(b). 1946-1947 zastępca przewodniczącego, a od sierpnia 1947 do 5 stycznia 1949 przewodniczący Komitetu Wykonawczego Rady Obwodowej w Uljanowsku. 1949-1954 starszy pracownik naukowy i zarządca ekonomiki Wszechzwiązkowego Instytutu Naukowo-Badawczego Nawozów, Agrotechniki i Agro-gleboznawstwa, 1954-1955 zastępca i I zastępca przewodniczącego Komitetu Wykonawczego Ałtajskiej Krajowej Rady. Od 1955 do stycznia 1956 II sekretarz Ałtajskiego Krajowego Komitetu KPZR, od stycznia 1956 do 13 grudnia 1965 I sekretarz Komitetu Obwodowego KPZR (od stycznia 1963 do grudnia 1964: Wiejskiego Komitetu Obwodowego KPZR) w Kostromie. Od 25 lutego 1956 do 29 marca 1966 zastępca członka, a od 8 kwietnia 1966 do 25 lutego 1986 członek KC KPZR. Od 19 listopada 1965 do 28 stycznia 1983 minister gospodarki rolnej Rosyjskiej FSRR, następnie na emeryturze. Deputowany do Rady Najwyższej ZSRR od 5 do 10 kadencji. Honorowy obywatel obwodu kostromskiego (1999). Pochowany na Cmentarzu Kuncewskim.

## Odznaczenia
- Order Lenina (trzykrotnie)
- Order Rewolucji Październikowej
- Order Czerwonego Sztandaru Pracy (dwukrotnie)
- Order Przyjaźni Narodów
- Order „Znak Honoru”
- Medal „Za ofiarną pracę w Wielkiej Wojnie Ojczyźnianej 1941–1945”
- Medal „Za rozwój dziewiczych ziem”